# Celi Ribeiro
Celi Ribeiro (Rio de Janeiro, 1947) é uma atriz brasileira de cinema.

## Filmografia
- Maria Bonita, Rainha do Cangaço (1968) .... Maria Bonita[1]
- As Três Mulheres de Casanova (1968)
- Nudista à Força (1966)
- Rio, Verão & Amor (1966) .... Lolita